# English Football League
L'English Football League (EFL), connue également comme la Sky Bet Football League pour des raisons de parrainage, est une compétition à laquelle participent des équipes anglaises et galloises professionnelles de football. Fondée en 1888, c'est la plus ancienne compétition de football. Elle fut la meilleure division en Angleterre au XIXe siècle avant la création de la Premier League en 1992. Depuis 1995, il y a 72 clubs, divisés en trois divisions, qui sont connus sous les noms de EFL Championship, EFL League One et EFL League Two. Les trois clubs promus de Championship montent en Premier League tandis que les trois derniers clubs de League Two sont relégués en National League. La compétition est presque exclusivement composée de clubs anglais, à l'exception de quelques clubs gallois.

## Compétitions

### Championnats
Les 72 clubs membres de la Football League sont répartis en trois divisions : Championship, League One et League Two. Chaque division comporte 24 clubs, et dans chacune, chaque club joue chacune des autres équipes deux fois, une fois à domicile et une fois à l'extérieur, soit un total de 46 matchs joués par saison.
Les clubs gagnent trois points pour une victoire, un pour un match nul et aucun pour une défaite. À la fin de la saison, les meilleurs clubs de chaque division sont promus en division supérieure, les clubs qui sont derniers sont relégués au niveau inférieur. Ce sont trois clubs du Championship qui montent en Premier League, remplacés par les trois clubs relégués de cette dernière. Les deux clubs qui terminent derniers du classement de la League Two, le 23e et le 24e, perdent leur statut Football League et sont relégués au sein de l'élite de la National League : celle du même-nom (National League).
| Division     | Promus            | Promus                                                           | Relégués           |
| Division     | Directement promu | Via Play-offs                                                    | Relégués           |
| ------------ | ----------------- | ---------------------------------------------------------------- | ------------------ |
| Championship | 1er et 2e         | Une place (jouée par les clubs finissant de la 3e à la 6e place) | 22e, 23e, 24e      |
| League One   | 1er et 2e         | Une place (jouée par les clubs finissant de la 3e à la 6e place) | 21e, 22e, 23e, 24e |
| League Two   | 1er, 2e et 3e     | Une place (jouée par les clubs finissant de la 4e à la 7e place) | 23e, 24e           |

Deux clubs professionnels de football gallois jouent au sein de l'English Football League : Cardiff City et Swansea City. Cela les empêche donc de participer au Championnat du pays de Galles et à la Coupe du pays de Galles, ce qui leur enlève une chance de se qualifier pour les compétitions de l'UEFA au travers de ces compétitions. De son côté, le club anglais de Berwick Rangers joue dans le championnat écossais de football.

## Membres actuels
Ci-dessous sont répertoriés les 72 clubs représentés pour la saison 2024-25. Depuis la création de la Football League, il y a eu au total 141 clubs différents représentés. Walsall détient le record du plus grand nombre de participation à la Football League.
| Championship - Blackburn Rovers - Bristol City - Cardiff City - Coventry City - Derby County - Hull City - Middlesbrough FC - Millwall FC - Norwich City - Preston North End - Queens Park Rangers - Leeds United - Oxford United - Plymouth Argyle - Portsmouth FC - Stoke City - Sunderland AFC - Swansea City - Watford FC - West Bromwich Albion | League One - Barnsley FC - Birmingham City - Blackpool FC - Bolton Wanderers - Bristol Rovers - Burton Albion - Cambridge United - Charlton Athletic - Crawley Town - Exeter City - Huddersfield Town - Leyton Orient - Lincoln City - Mansfield Town - Northampton Town - Peterborough United - Reading FC - Rotherham United - Sheffield Wednesday - Shrewsbury Town - Stevenage FC - Stockport County - Wigan Athletic - Wrexham AFC - Wycombe Wanderers | League Two - Accrington Stanley - AFC Wimbledon - Barrow AFC - Bradford City - Bromley FC - Carlisle United - Cheltenham Town - Chesterfield FC - Colchester United - Crewe Alexandra - Doncaster Rovers - Fleetwood Town - Gillingham FC - Grimsby Town - Harrogate Town - MK Dons - Morecambe FC - Newport County - Notts County - Port Vale - Salford City - Swindon Town - Tranmere Rovers - Walsall FC |

## Vainqueurs des play-offs
| Saison  | Division Two            | Division Three         | Division Four        |
| ------- | ----------------------- | ---------------------- | -------------------- |
| 1986–87 | Charlton Athletic       | Swindon Town           | Aldershot            |
| 1987–88 | Middlesbrough           | Walsall                | Swansea City         |
| 1988–89 | Crystal Palace          | Port Vale              | Leyton Orient        |
| 1989–90 | Swindon Town1           | Notts County           | Cambridge United     |
| 1990–91 | Notts County            | Tranmere Rovers        | Torquay United       |
| 1991–92 | Blackburn Rovers        | Peterborough United    | Blackpool            |
| Saison  | Division One            | Division Two           | Division Three       |
| 1992–93 | Swindon Town            | West Bromwich Albion   | York City            |
| 1993–94 | Leicester City          | Burnley                | Wycombe Wanderers    |
| 1994–95 | Bolton Wanderers        | Huddersfield Town      | Chesterfield         |
| 1995–96 | Leicester City          | Bradford City          | Plymouth Argyle      |
| 1996–97 | Crystal Palace          | Crewe Alexandra        | Northampton Town     |
| 1997–98 | Charlton Athletic       | Grimsby Town           | Colchester United    |
| 1998–99 | Watford                 | Manchester City        | Scunthorpe United    |
| 1999-00 | Ipswich Town            | Gillingham             | Peterborough United  |
| 2000–01 | Bolton Wanderers        | Walsall                | Blackpool            |
| 2001–02 | Birmingham City         | Stoke City             | Cheltenham Town      |
| 2002–03 | Wolverhampton Wanderers | Cardiff City           | AFC Bournemouth      |
| 2003–04 | Crystal Palace          | Brighton & Hove Albion | Huddersfield Town    |
| Saison  | Championship            | League One             | League Two           |
| 2004–05 | West Ham United         | Sheffield Wednesday    | Southend United      |
| 2005–06 | Watford                 | Barnsley               | Cheltenham Town      |
| 2006–07 | Derby County            | Blackpool              | Bristol Rovers       |
| 2007–08 | Hull City               | Doncaster Rovers       | Stockport County     |
| 2008–09 | Burnley                 | Scunthorpe United      | Gillingham           |
| 2009–10 | Blackpool               | Millwall               | Dagenham & Redbridge |
| 2010–11 | Swansea City            | Peterborough United    | Stevenage            |
| 2011–12 | West Ham United         | Huddersfield Town      | Crewe Alexandra      |
| 2012–13 | Crystal Palace          | Yeovil Town            | Bradford City        |
| 2013–14 | Queens Park Rangers     | Rotherham United       | Fleetwood Town       |
| 2014–15 | Norwich City            | Preston North End      | Southend United      |
| 2015–16 | Hull City               | Barnsley               | AFC Wimbledon        |
| 2016–17 | Huddersfield Town       | Millwall               | Blackpool            |
| 2017–18 | Fulham                  | Rotherham United       | Coventry City        |
| 2018–19 | Aston Villa             | Charlton Athletic      | Tranmere Rovers      |
| 2019–20 | Fulham                  | Wycombe Wanderers      | Northampton Town     |
| 2020–21 | Brentford               | Blackpool              | Morecambe            |
| 2021–22 | Nottingham Forest       | Sunderland AFC         | Port Vale            |
| 2022–23 | Luton Town              | Sheffield Wednesday    | Carlisle United      |
| 2023–24 | Southampton             | Oxford United          | Crawley Town         |

1 : En raison d'irrégularités financières, Swindon n'a pas pu prendre sa place en First Division, qui est attribué au finaliste perdant, Sunderland.